# Lonely Water
Lonely Water (znany również jako The Spirit of Dark and Lonely Water) – brytyjski film krótkometrażowy będący równocześnie reklamą społeczną, wyprodukowany dla Centralnego Biura Informacji (ang. Central Office of Information (COI)). Film, ostrzegający dzieci przed niebezpieczeństwem związanym z beztroskim lub ryzykownym zachowaniem w pobliżu wody, był przez wiele lat emitowany w telewizji jako przerywnik między programami dla dzieci. Lonely Water jest uznawane za jeden z najbardziej pamiętnych i przerażających spotów. W sondażu przeprowadzonym przez BBC w 2006 roku, z okazji 60-lecia działania COI, Lonely Water zostało wybrane jako czwarty z najbardziej lubianych spotów wszech czasów i jako najwyżej ceniona produkcja. Dziesiątki komentarzy potwierdziły wpływ filmu na dzieci w latach 70..

## Kontekst
Reżyserem Lonely Water był Jeff Grant, za scenariusz i produkcję odpowiadała Christine Hermon dla Illustra Films, na zlecenie COI w wyniku alarmujących statystyk dotyczących wysokiej liczby utonięć dzieci w Wielkiej Brytanii. Do innych reklam społecznych z początku lat 70. poruszających kwestię bezpieczeństwa nad wodą należały seria Charlie Says i Learn to Swim z udziałem Rolfa Harrisa, skierowane odpowiednio do młodszych widzów i rodziców. Jednakże docelowym odbiorcą Lonely Water mieli być widzowie w grupie wiekowej 7–12 lat, a film był mroczniejszy – występowała w nim przerażająca postać bez twarzy, odziana w czarną szatę z kapturem oraz narracja Donalda Pleasence’a, którego ostatnie słowa „I'll be back... back... back...” z efektem echa miały, pół-żartem, straszyć całe pokolenia brytyjskich uczniów. Według notatki Katy McGahan dla Brytyjskiego Instytutu Filmowego (ang. British Film Institute, BFI) Lonely Water „niesamowicie przywołuje Nie oglądaj się teraz Nicolasa Roega” i „odgrywa destylowany horror, przedstawiający groźny ton i efekty specjalne zwykle zarezerwowane dla kinowych filmów szokujących”.

## Fabuła
Kamera ukazuje zamgloną połać wody z licznymi przewróconymi drzewami i gałęziami, nad którą unosi się tajemnicza postać. „Jestem duchem mrocznej i samotnej wody: gotów uwięzić nieostrożnych, lubiących się popisywać, głupców...”, intonuje lektor, „...a to jest rodzaj miejsca, w którym możesz się mnie spodziewać. Lecz nikt nie spodziewa się mnie tutaj. Wygląda to zbyt zwyczajnie” – w chwili gdy ukazuje się grupa dzieci bawiących się na błotnistym brzegu mrocznego stawu. Chłopiec, będący na śliskim brzegu, próbuje z pomocą patyka wydobyć piłkę nożną. „Jednakże staw jest głęboki. Chłopiec popisuje się... brzeg jest śliski”, stwierdza duch, zbliżając się od tyłu w momencie gdy dziecko wpada do wody.
„Nierozważnym jest jeszcze łatwiej”, zauważa duch widząc innego chłopca łowiącego ryby z sadzawki, wychylającego się nad lustrem wody i równocześnie trzymającego się gałęzi. „Ta gałąź jest słaba, zgniła; nigdy nie utrzyma jego ciężaru”. Gałąź ostatecznie łamie się i chłopiec wpada do sadzawki, a duch pojawia się wśród trzcin.
W następnym ujęciu widoczny jest znak „Niebezpieczeństwo – zakaz pływania”. „Tylko głupiec zignorowałby to, lecz kolejny rodzi się co minutę”. Brzeg jeziora jest pełen rdzewiejących odpadów, natomiast dalej od brzegu występują niewidoczne pułapki. Chłopiec postanowił popływać i po tym jak wpadł w tarapaty rozpaczliwie macha. „Jest to idealne miejsce na wypadek”. Chłopiec zostaje dostrzeżony przez grupę dzieci, która znajduje olbrzymi kij celem pomocy mu w wydostaniu się z wody. „Wrażliwe dzieci!”, woła zirytowany duch, którego szata opada na ziemię, „Nie mam nad nimi mocy!”
Chłopiec zostaje uratowany. Dziewczynka zostaje poproszona o „przyniesienie tej rzeczy i owinięcie go w nią”. Podnosi szatę, którą po chwili wyrzuca z obrzydzeniem do wody (wypowiadana przez nią kwestia brzmi „Urgh... ’orrible fing!” w silnym akcencie londyńskim). Podczas gdy szata tonie w wodnej głębi, duch wypowiada swe słynne ostatnie słowa, pełne echa: „Jeszcze powrócę!” (ang. I’ll be back!).

## Produkcja
Scenariusz do Lonely Water został napisany przez Christine Hermon dla COI i przekazany Jeffowi Grantowi do reżyserii. Grant, przypominając sobie chwilę otrzymania scenariusza, stwierdził „Przeczytałem go i poczułem się nieco zaskoczony. Zniknęły pochlebstwa Rolfa Harrisa, który niedawno pojawił się w reklamie społecznej nakłaniającej dzieci do nauki pływania. Ta reklama wydobywała mrok; miała straszyć”. Przyjęto, że COI było „nieodpowiedzialne” i „lekkomyślne” z tak przerażającym scenariuszem, choć Grant chwalił kreatywną swobodę jaką miał będąc reżyserem – „coś o co częściej musiałeś walczyć”.
Lonely Water kręcono przez dwa dni kilka mil na północ od Londynu. Początkowe trudności związane z filmowaniem dotyczyły rozwiewania się dymu w określonym kierunku, budową drewnianej platformy, na której miał stać duch oraz hałas przelatujących samolotów ze względu na bliskość portu lotniczego Heathrow. W scenie z widocznymi zardzewiałymi samochodami i kuchenkami, specjalnie dostarczonymi na potrzeby produkcji, można usłyszeć samoloty.

## Odbiór
Wielu widzów zrozumiało przekaz filmu i nie pływało w niebezpiecznych wodach dla własnego bezpieczeństwa lub ponieważ film tak bardzo ich przeraził, że już nigdy nie zdecydowali się pływać.

## W kulturze masowej
W 2020 roku spot pojawił się w nagraniu „Curse of the Commercials” w programie internetowym Nostalgia Critic. Autor programu żartobliwie stwierdza, iż spot nie jest tak bardzo straszny jak reklama społeczna dotycząca narkotyków z gościnnym udziałem Lou Albano z The Super Mario Bros. Super Show.